# Lúcio Gegânio Macerino
Lúcio Gegânio Macerino (em latim: Lucius Geganius Macerinus) foi um político da gente Gegânia nos primeiros anos da República Romana eleito tribuno consular em 378 a.C..

## Tribunato consular (378 a.C.)
Em 378 a.C., foi tribuno consular com Licínio Menênio Lanato, Quinto Servílio Fidenato, Espúrio Fúrio Medulino, Marco Horácio Púlvilo e Públio Clélio Sículo.
Enquanto, em Roma, patrícios e plebeus debatiam a questão de cidadãos romanos levados à escravidão por dívidas, os volscos iniciaram mais um raide em território romano.
Rapidamente foi organizada uma campanha militar e o exército foi dividido em dois: Espúrio Fúrio e Marco Horácio invadiram o território volsco ao longo da faixa costeira enquanto Quinto Servílio e Lúcio Gegânio lideraram o exército que expulsou os volscos do território romano. Porém, como os volscos se recusaram a dar-lhes combate, os romanos se limitaram ao saque do território volsco.